# Laura duPont
Laura duPont (* 4. Mai 1949 in Louisville, Kentucky; † 20. Februar 2002 in Durham, North Carolina) war eine US-amerikanische Tennisspielerin. Sie war sowohl die erste Frau, die in einer Sportart einen nationalen Titel für die University of North Carolina gewann, als auch die erste Frau ihrer Universität, die in eine All-American-Auswahl gewählt wurde. Ihre beste Platzierung in der WTA-Weltrangliste war Position 9.

## Karriere
In ihrer Geburtsstadt Louisville begann Laura auf öffentlichen Plätzen Tennis zu spielen. Als Jugendliche zog sie nach North Carolina, wo sie auf Nachwuchsturnieren vielversprechendes Talent zeigte.
Während ihres Studiums an der Universität von North Carolina gewann sie dreimal (1968, 1970 und 1971) die Mid-Atlantic Singles Collegiate Championship (Mid-Atlantic College Meisterschaft im Einzel), 1970 gewann sie darüber hinaus den Doppelwettbewerb. Außerdem spielte sie in der Basketballmannschaft ihrer Universität. 1970 wurde sie zur North Carolina AAU Athlete of the Year (AAU Universitätssportlerin des Jahres in North Carolina) gewählt.
Zwei Jahre später schloss sie ihr Studium mit dem Bachelor ab und schloss sich dem internationalen Tennis-Circuit an. Sie gewann die kanadischen (1979), argentinischen, neuseeländischen (Einzel und Doppel) und deutschen Einzelmeisterschaften und wurde 1977 auf Platz 10 im Damentennis geführt.
Ihr Erfolg hielt an, als sie 1976 die südafrikanischen Doppelmeisterschaften gewann, nachdem sie ein Jahr zuvor sowohl im Einzel als auch im Doppel im Finale unterlegen gewesen war. Sie stand 1976 im Finale der US-amerikanischen Doppelmeisterschaft auf Sand und konnte im Jahr darauf den Einzeltitel bei diesem Turnier gewinnen.  1984 gewann sie auch den Titel der Damenkonkurrenz über 35 im Einzel.
Von 1975 bis 1981 spielte sie auf der WTA Tour und war für die WTA nebenbei als Schatzmeisterin tätig.
Bereits 1977 wurde Laura duPont in die North Carolina Tennis Hall of Fame und im Jahr 2000 in die Charlotte Catholic High School Hall of Fame aufgenommen.
Nachdem bei ihr Brustkrebs diagnostiziert worden war, zog sie 1997 zurück nach North Carolina, wo sie am 20. Februar 2002 im Duke University Hospital in Durham verstarb.

## Turniersiege (WTA)

### Doppel
| Nr. | Datum              | Turnier    | Belag           | Partnerin      | Finalgegnerinnen               | Ergebnis      |
| --- | ------------------ | ---------- | --------------- | -------------- | ------------------------------ | ------------- |
| 1.  | 13. Januar 1980    | Cincinnati | Teppich (Halle) | Pam Shriver    | Mima Jaušovec Ann Kiyomura     | 6:3, 6:3      |
| 2.  | 28. März 1980      | Carlsbad   | Hartplatz       | Pam Shriver    | Rosie Casals JoAnne Russell    | 6:7, 6:4, 6:1 |
| 3.  | 27. September 1981 | Atlanta    | Hartplatz       | Betsy Nagelsen | Rosie Casals Candy Reynolds    | 6:4, 7:5      |
| 4.  | 24. Oktober 1982   | Tokio      | Hartplatz       | Barbara Jordan | Naoko Sato Brenda Remilton     | 6:2, 6:7, 6:1 |
| 5.  | 6. November 1982   | Hongkong   | Sand            | Alycia Moulton | Jennifer Mundel Yvonne Vermaak | 6:2, 4:6, 7:5 |